# اروان کوربل
اروان کوربل (فرانسوی: Erwann Corbel‎؛ زادهٔ ۲۰ آوریل ۱۹۹۱ ‏(۳۳ سال)) دوچرخه‌سوار اهل فرانسه است.
از باشگاه‌هایی که در آن رکاب زده‌است می‌توان به تیم دوچرخه‌سواری کوفیدیس، تیم دوچرخه‌سواری فورتونئو–اسکارو و تیم دوچرخه‌سواری ویتال کونسپت اشاره کرد.